# توني باترسبي
توني باترسبي (بالإنجليزية: Tony Battersby)‏ هو لاعب كرة قدم بريطاني في مركز الهجوم، ولد في 30 أغسطس 1975 في دونكاستر في المملكة المتحدة. لعب مع إبسفليت يونايتد وإيه أف سي ويمبلدون وروشدين ودايموندز وسانت ألبانز سيتي وستيفيناغ بوروه وشيفيلد يونايتد ونادي بوري ونادي بوسطن يونايتد ونادي تشيلمسفورد ونادي ساوثيند يونايتد ونادي كامبريدج ستي ونادي كوربي تاون ونادي كينغز لين ونادي لينكولن سيتي ونوتس كاونتي ونورثامبتون تاون وويلينج يونايتد.

## وصلات خارجية
- توني باترسبي على موقع قاعدة بيانات كرة القدم.إي يو (الإنجليزية)
- توني باترسبي على موقع Soccerbase.com (لاعب) (الإنجليزية)